# Borolia
Borolia är ett släkte av fjärilar. Borolia ingår i familjen nattflyn.

## Dottertaxa tillBorolia, i alfabetisk ordning[1]
- Borolia acrapex
- Borolia acutangulata
- Borolia albipuncta
- Borolia albivitta
- Borolia alticola
- Borolia amens
- Borolia amygdalina
- Borolia apparata
- Borolia basilinea
- Borolia bilineata
- Borolia bipunctata
- Borolia bisetulata
- Borolia calipta
- Borolia carminata
- Borolia citrinotata
- Borolia confluens
- Borolia cruegeri
- Borolia cupreata
- Borolia derbyana
- Borolia extincta
- Borolia fasciata
- Borolia ferrilinea
- Borolia fissifascia
- Borolia flabilis
- Borolia furcifera
- Borolia howra
- Borolia incana
- Borolia incompleta
- Borolia interciliata
- Borolia internata
- Borolia leucogramma
- Borolia leucostigma
- Borolia ligata
- Borolia lilloana
- Borolia lineatissima
- Borolia linita
- Borolia mediofusca
- Borolia melanopasta
- Borolia melanostrota
- Borolia melanostrotoides
- Borolia melianoides
- Borolia metasarca
- Borolia micropis
- Borolia negrottoi
- Borolia nigrisparsa
- Borolia oaxacana
- Borolia operosa
- Borolia oriza
- Borolia pallidior
- Borolia patrizzii
- Borolia percussa
- Borolia perspecta
- Borolia phaeochroa
- Borolia phaeopasta
- Borolia plana
- Borolia praeclara
- Borolia punctata
- Borolia rhabdophora
- Borolia rhodoptera
- Borolia rimosa
- Borolia rosescens
- Borolia rosilineata
- Borolia rubrescens
- Borolia rufescens
- Borolia rufidefinita
- Borolia sarcostriga
- Borolia steniptera
- Borolia subacrapex
- Borolia subrosea
- Borolia substituta
- Borolia tacuna
- Borolia texana
- Borolia torpens
- Borolia uncinatus
- Borolia ustata
- Borolia yatungensis